# Torri Morandi

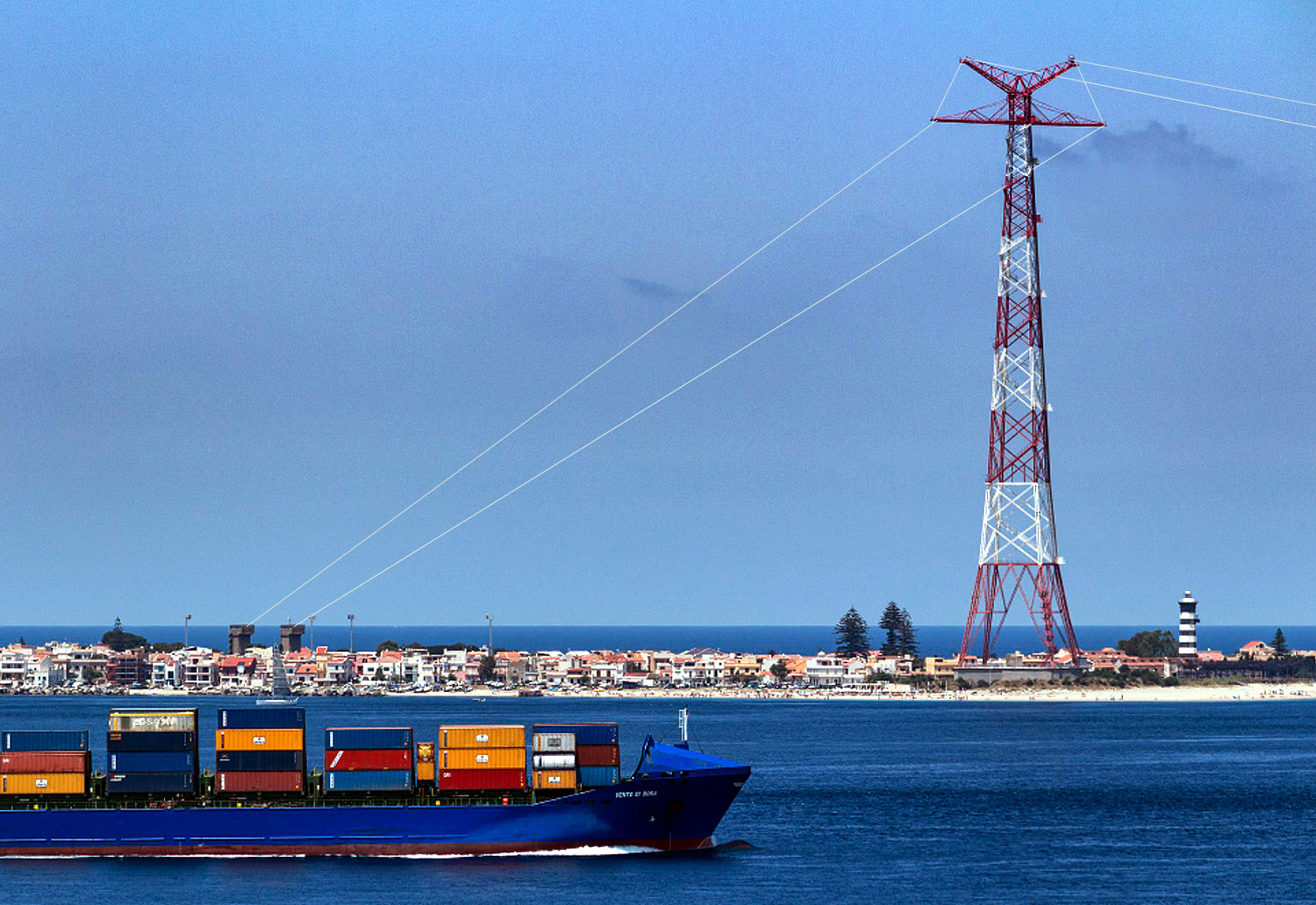
Freileitungsmast in Torre Faro, mit beispielhaft eingefügten Leitungen zu den Kabelgegengewichtstürmen

Als Torri Morandi, auch Torri di Contrappesatura dei Cavi (Kabelgegengewichtstürme), wird ein Gebäudekomplex mit zwei je 226 Meter hohen Türmen im Norden von Messina im Ortsteil Torre Faro bezeichnet, welcher von 1952 bis 1955 nach einem Entwurf vom italienischen Bauingenieur Riccardo Morandi fertig gestellt wurde.

## Nutzung ab 1955
Die Torri Morandi dienten zum Ausgleich der Seilzugspannung der 3646 Meter langen Leiterseile der Stromleitungskreuzung der Straße von Messina. Die Leiterseile dieser Freileitungskreuzung waren – ähnlich wie die Oberleitung einer elektrischen Bahn – an einem Ende, im Fall der Freileitungskreuzung auf dem italienischen Festland, fest abgespannt und am anderen Ende im Turm mit einem Spanngewicht befestigt. Hierzu waren in den beiden Türmen entsprechende Gewichte untergebracht, welche an Seilen hingen. Diese führten über mehrere Umlenkrollen zu dem Isolator, an dem das Leiterseil der Freileitungskreuzung hing.
Wegen der hohen Zugspannung bestand der Isolator aus mehreren nebeneinander angeordneten Isolatoren, welche eine Isolierung von 220 Kilovolt gestatteten.

## Nachnutzung ab 1993
Seit der Demontage der Stromleitungskreuzung im Jahr 1993 ist der Torri Morandi nur noch als Sendestation für Mobilfunk in Nutzung, doch existieren Planungen für eine mögliche Nutzung als Museum für Holografie oder als Seilbahnstation. Der Komplex wird auch touristisch als Sehenswürdigkeit und die Freiflächen als Parkplatz genutzt.